# Ignacio Walker
Ignacio Walker Prieto (né le 7 janvier 1956 à Santiago du Chili), est un homme politique chilien. Ministre des Relations extérieures du 1er octobre 2004 au 11 mars 2006.

## Positionnement
Il dénonce l'arrestation d'Augusto Pinochet à Londres en 1998, mettant en garde contre « les dangers qui menacent la démocratie si le sénateur à vie ne reprend pas immédiatement sa place à la Chambre haute ».
Il est, selon l'universitaire Franck Gaudichaud, un chantre du « néo-libéralisme à la chilienne ».